# Frontera entre Botsuana y Zambia
La frontera entre Botsuana y Zambia es un límite fluvial que separa estos dos países de África austral. Con aproximadamente 150 m de longitud, es la segunda más corta de las fronteras internacionales después de la que hay entre España y Marruecos en el Peñón de Vélez de la Gomera.

## Características
La frontera está ubicada sobre el curso del río Zambeze, que tiene una anchura de 400 m en este sitio. La frontera no está bien delimitada: inicia en el trifinio Botsuana- Namibia-Zambia y termina 150 m más al este al trifinio Botsuana-Zambia-Zimbabue. Por la proximidad de las fronteras, puede parecer como un casi cuatrifinio.

## Travesía

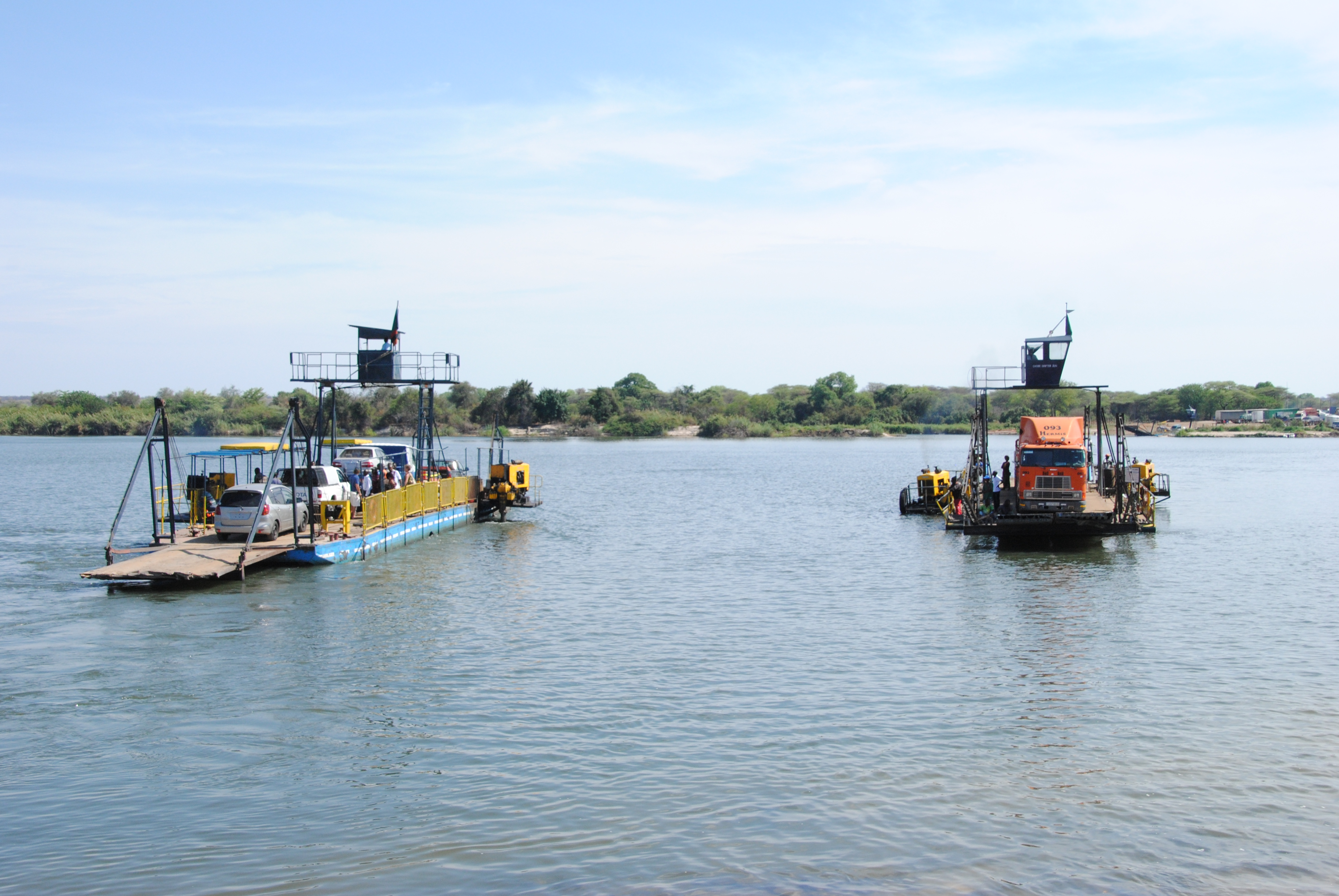
Pasaje de la frontera en ferry.

La frontera separa Kazungula en Zambia de Kasane en Botsuana. Ambas ciudades están conectado por el ferry de Kazungula, dos pontones motorizados que hacen la navegación entre las plazas de aduana de cada lado del Zambeze.
Como consecuencia del naufragio de un ferry en 2003, los ejecutivos de los dos países han anunciado en 2007 la construcción de un puente transfronterizo para reemplazarlo.
Confiados al grupo francés Egis, los trabajos del puente de Kazungula comenzaron oficialmente el 12 de octubre de 2014 y se prevé su puesta en servicio para marzo de 2019.
El puente de 923 metros de largo y 18,5 metros de anchura conecta las ciudades homónimas de Kazungula entre Zambia y Botsuana. Su plan es evitar las fronteras vecinas de Zimbabue y de Namibia.